# Delonte West
Delonte Maurice West (Washington, 26. srpnja 1983.) američki je profesionalni košarkaš. Igra na poziciji bek šutera, a može igrati i razigravača. Bivši je član NBA momčadi Boston Celticsa. Izabran je u 1. krugu (24. ukupno) NBA drafta 2004. od strane istoimene momčadi.

## Srednja škola
West je pohađao srednju školu Eleanor Roosevelt High School. Predvodio je Raiderse do prvog nastupa na srednjoškolskom prvenstvu. Odveo je momčad do 4A finala gdje je njegova momčad izgubila utakmicu rezultatom 70:58, unatoč ome što je sjajni West postigao 22 poena i sakupio 8 skokova. S prosjekom od 20.2 poena, 6.5 skokova, 3.9 asistencija i 3.1 ukradene lopte, proglašen je "Washington Post All Met" igračem godine.

## Sveučilište
Poslije srednje škole odlučio se na pohađanje sveučilišta Saint Joseph's. Na četvrtoj godini, kao junior, prosječno je postizao 18.9 poena i 6.7 asistencija te sa suigračem Jameerom Nelsonom odveo momčad do četvrtfinala NCAA natjecanja. Momčad je sezonu završila s omjerom 30-2.

## NBA karijera

### Boston Celtics
Izabran je kao 24. izbor NBA drafta 2004. od strane Boston Celticsa. U svojoj rookie sezoni odigrao je samo 39 utakmica zbog ozljeda. Prosječno je postizao 4.5 poena, 1.7 skokova i 1.6 asistencija. U sezoni 2005./06. West je igrao na poziciji razigravača i prosječno postizao 11.8 poena, 4.1 skokova i 4.6 asistencija. Izabran je za sudjelovanje na Rookie Challengeu gdje je nastupao za momčad sophomorea. U sezoni 2006./07. ponovno je zauzeo mjesto bek šutera, ali se ubrzo vratio na poziciju razigravača. 8. studenog 2006. u utakmici s Charlotte Bobcatsima, West je postigao pobjednički koš kojim je odveo svoju momčad do vrijedne pobjede. 3. ožujka 2007. u utakmici s New Jersey Netsima West je postigao ključni i izjednačujući koš, 4 sekunde prije kraja utakmice, za produžetak i kasnije pobjedu Celticsa. Nekoliko dana kasnije, West je u utakmici s Minnesota Timberwolvesima postigao učinak karijere od 31 poena. Na kraju sezone, West je bio prisiljen dijeliti minute s nadolazećom zvijezdom Rajonom Rondom.

### Seatle SuperSonics
28. lipnja 2007. West je mijenjan u Seattle SuperSonicse zajedno s Jeffom Greenom i Wallyem Szczerbiakom za Raya Allena i Glena Davisa. U Sonicsima se nije uspio nametnuti treneru P. J. Carlesimu te je 21. veljače 2008. zamijenjen zajedno s Benom Wallaceom, Wallyem Szczerbiakom i Joeom Smithom u Cleveland Cavalierse. 

### Cleveland Cavaliers
U dresu Cavsa nastupio je u 26 utakmica i prosječno postizao 10.3 poena, 3.7 skokova, 4.5 asistencija i 1.1 ukradenih lopti. U doigravanju postigao je možda najključniju tricu u svojoj NBA karijeri. U prvom krugu protiv Washington Wizardsa, postigao je 5.4 sekundi prije kraja izjednačujuću tricu. Kasnije su Cavsi pobijedili i poveli u seriji 3-1. U drugom krugu doigravanja protiv Boston Celticsa, West je u trećoj i petoj utakmici postigao 21 poen, ali njegova je momčad ipak izgubila u dramatičnih sedam utakmica. U 13 utakmica doigravnja prosječno je postizao 10.8 poena, 3.3 skokova i 4.2 asistencije. 12. rujna 2008. West je potpisao novi trogodišnji ugovor vrijedan 12.7 milijuna dolara. 
Početkom sezone 2008./09. West se vratio na poziciju bek šutera nakon dolaska razigravača Moa Williamsa. 2. ožujka 2009. u utakmici s Miami Heatom, West je ostvario učinak karijere od čak osam ukardenih lopti. Zajedno s LeBronom Jamesom i Mo Williamsom odveo je momčad do rekordnog omjera 66-16 i prvog mjesta na Istoku. U doigravanju West je prosječno postizao 13.8 poena, unatoč tome što je imao slab šut iza linije tri poena. U šestoj utakmici finala Istoka, West je postigao učinak karijere u doigravanju od 22 poena.

### Povratak u Boston Celticse
1. rujna 2010. West je potpisao jednogodišnji ugovor za Boston Celticse.

## NBA statistika

### Regularni dio
| Godina    | Klub      | Odig. uta. | Uta. poč. | Min. | 2P%  | 3P%  | Sl. bac.% | Skok. | Asist. | Ukr. lop. | Blok. | Poena |
| --------- | --------- | ---------- | --------- | ---- | ---- | ---- | --------- | ----- | ------ | --------- | ----- | ----- |
| 2004./05. | Boston    | 39         | 7         | 13.0 | .426 | .358 | .704      | 1.7   | 1.4    | .5        | .2    | 4.5   |
| 2005./06. | Boston    | 71         | 71        | 34.1 | .487 | .385 | .851      | 4.1   | 4.6    | 1.2       | .6    | 11.8  |
| 2006./07. | Boston    | 69         | 47        | 32.2 | .427 | .365 | .853      | 3.0   | 4.4    | 1.1       | .5    | 12.2  |
| 2007./08. | Seattle   | 35         | 5         | 20.8 | .388 | .339 | .667      | 2.7   | 3.2    | .9        | .3    | 6.8   |
| 2007./08. | Cleveland | 26         | 26        | 31.0 | .440 | .367 | .788      | 3.7   | 4.5    | 1.1       | .7    | 10.3  |
| 2008./09. | Cleveland | 64         | 64        | 33.6 | .457 | .399 | .833      | 3.2   | 3.5    | 1.5       | .2    | 11.7  |
| Ukupno    |           | 304        | 220       | 29   | .447 | .378 | .821      | 3.2   | 3.8    | 1.1       | .4    | 10.2  |

### Doigravanje
| Godina    | Klub      | Odig. uta. | Uta. poč. | Min. | 2P%  | 3P%  | Sl. bac.% | Skok. | Asist. | Ukr. lop. | Blok. | Poena |
| --------- | --------- | ---------- | --------- | ---- | ---- | ---- | --------- | ----- | ------ | --------- | ----- | ----- |
| 2004./05. | Boston    | 7          | 3         | 16.4 | .524 | .455 | .500      | 1.3   | .6     | 1.0       | .1    | 4.1   |
| 2007./08. | Cleveland | 13         | 13        | 34.8 | .400 | .429 | .854      | 3.3   | 4.2    | 1.1       | .5    | 10.8  |
| 2008./09. | Cleveland | 14         | 14        | 42.2 | .465 | .333 | .833      | 3.5   | 4.1    | 1.4       | .5    | 13.8  |
| Ukupno    |           | 34         | 30        | 34.1 | .444 | .393 | .828      | 3.0   | 3.4    | 1.2       | .4    | 10.7  |

## Vanjske poveznice
- Profil na NBA.com
- Profil  Arhivirana inačica izvorne stranice od 2. kolovoza 2012. (Wayback Machine) na Basketball-Reference.com
- Profil na ESPN.com
- Profil na Yahoo.com